# Chiesa dei Santi Pietro e Paolo Apostoli (Travagliato)
La chiesa dei Santi Pietro e Paolo Apostoli è la parrocchiale di Travagliato in provincia di Brescia. Risale al XVII secolo.

## Storia
La chiesa di Travagliato, con dedicazione ai Santi Pietro e Paolo Apostoli, venne edificata a partire dalla seconda metà del XVII secolo e venne completata nelle sue strutture nel 1713.
Durante il XIX secolo fu oggetto di restauri conservativi e venne arricchita di decorazioni nei suoi interni.
Gli ultimi interventi si sono conclusi nel 2012, quando si sono restaurate le pareti, gli apparati decorativi e gli arredi interni.

## Descrizione
L'edificio, orientato verso est, ha la particolare caratteristica di non avere un sagrato e una facciata ancora incompiuta a parte il portale fiancheggiato da colonne classiche che reggono il frontone, in marmo. Il prospetto anteriore è con laterizio a vista e quello laterale, con la torre campanaria e la parte absidale, si affaccia sulla vicina piazza Libertà.
L'interno ha una sola navata, riccamente decorata e con copertura a volta.
Nella sacrestia è conservata una Deposizione quattrocentesca di maestri lombardi, la Salita al Calvario e la Deposizione della Croce di Vincenzo Civerchio. Inoltre vi si trova l'affresco strappato con Sposalizio della Vergine attribuito a Francesco del Prato.

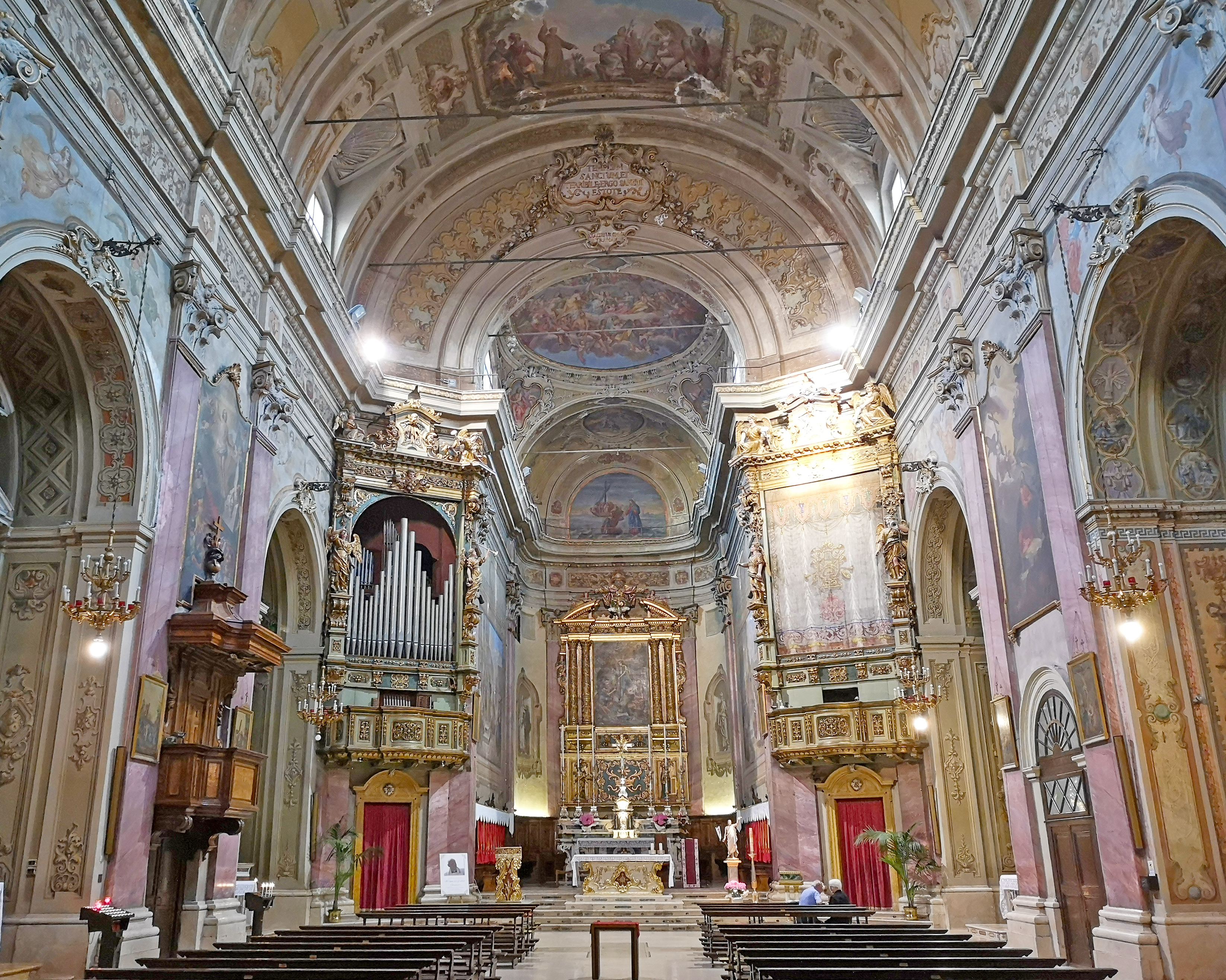
Interno della chiesa
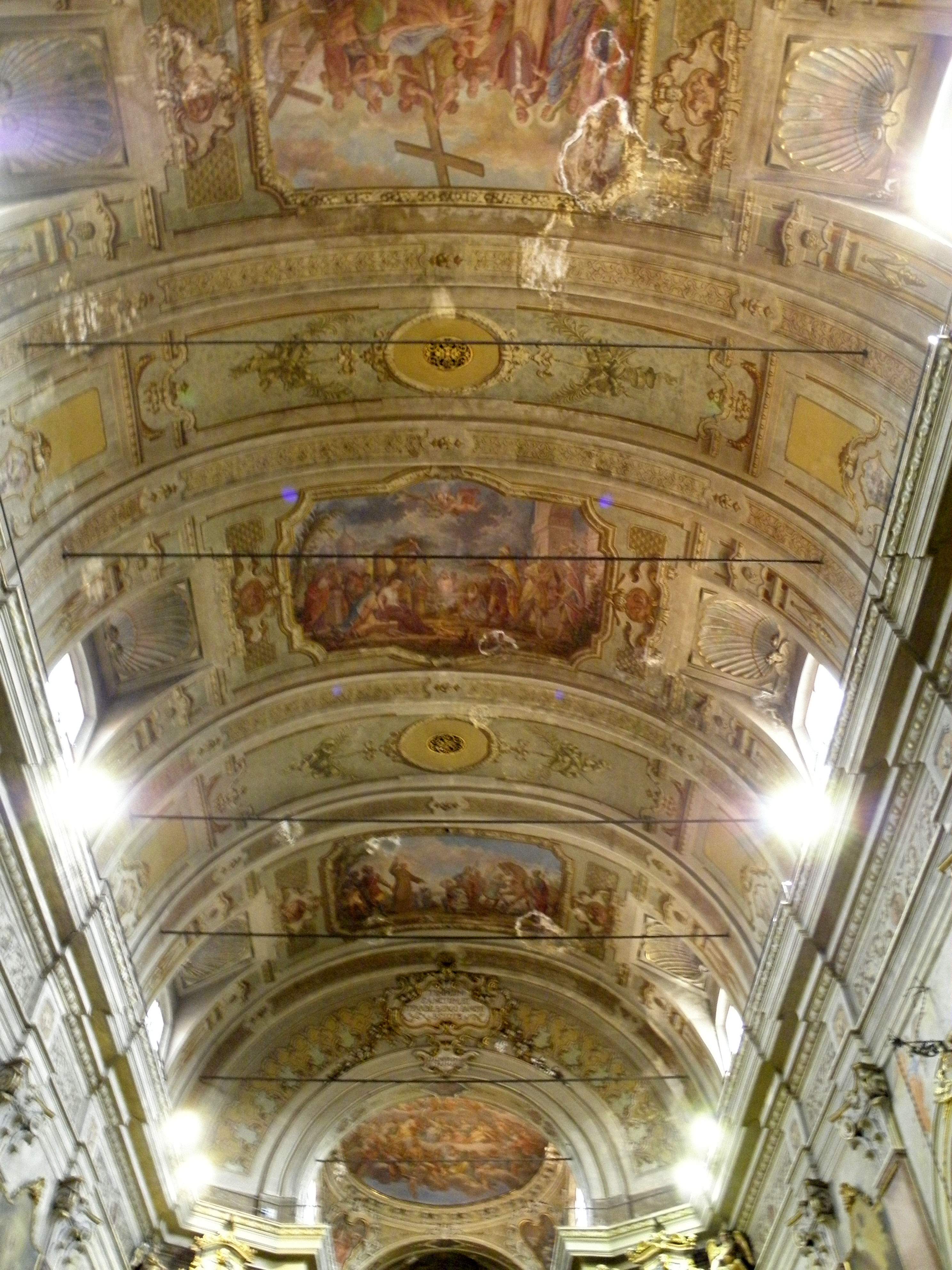
Decorazioni sul soffitto
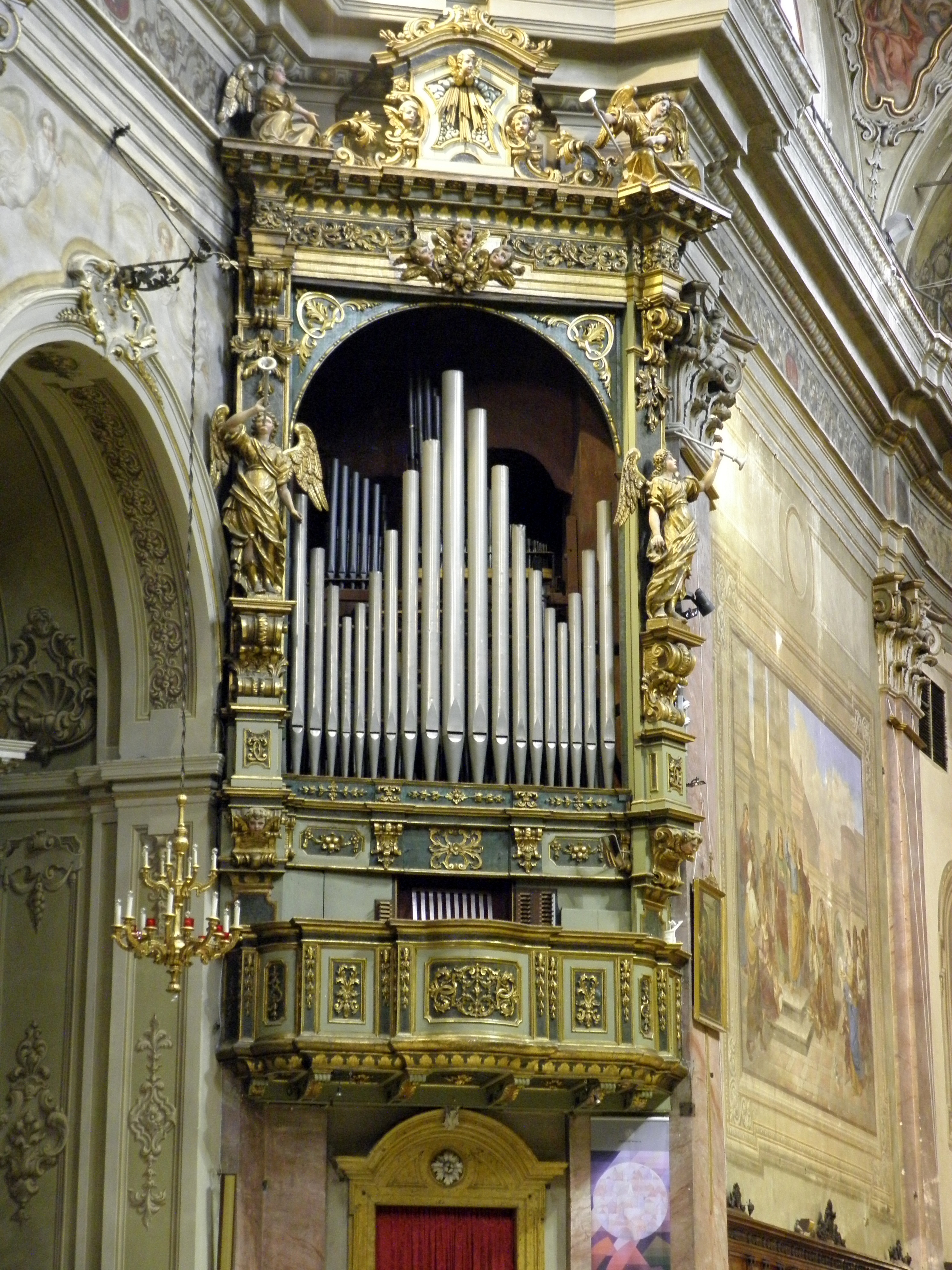
Organo a sinistra dell'altare